# (955) Alstede
(955) Alstede es un asteroide perteneciente al cinturón de asteroides descubierto el 5 de agosto de 1921 por Karl Wilhelm Reinmuth desde el observatorio de Heidelberg-Königstuhl, Alemania.
Está nombrado en honor de Lina Alstede Reinmuth, esposa del descubridor.